# The Gypsy and the Gentleman
The Gypsy and the Gentleman is een Britse dramafilm uit 1958 onder regie van Joseph Losey. De film werd destijds uitgebracht onder de titel Van liefde bezeten.

## Verhaal
De edelman Paul Deverill wil onder een gearrangeerd huwelijk uitkomen. Hij trouwt met Belle, een vurige zigeunerin. Zij is van plan zoveel mogelijk geld van hem los te krijgen. Paul is echter blut.

## Rolverdeling
| Acteur            | Personage       |
| ----------------- | --------------- |
| Melina Mercouri   | Belle           |
| Keith Michell     | Paul Deverill   |
| Flora Robson      | Mevrouw Haggard |
| Patrick McGoohan  | Jess            |
| June Laverick     | Sarah Deverill  |
| Lyndon Brook      | John Patterson  |
| Helen Haye        | Caroline Ayrton |
| Mervyn Johns      | Brook           |
| Laurence Naismith | Dr. Forrester   |
| Clare Austin      | Vanessa Ruddock |
| Catherine Feller  | Hattie          |
| Nigel Green       | Game Pup        |
| Newton Blick      | Ruddock         |
| David Hart        | Will            |
| John Salew        | Duffin          |